# Veikko Virtanen
Veikko Armas Virtanen (né le 14 juin 1928 à Helsinki) est un facteur d'orgues. 

## La fabrique d'orgues Veikko Virtanen OY
La société Urkurakentamo Veikko Virtanen OY basée à Espoo a construit plus de 150 orgues. 
Veikko est retraité ses fils continuent la fabrication.
Parmi les orgues fabriqués par Veikko Virtanen, les plus marquants sont ceux de la Cathédrale de Turku (1979-1980 à 81 jeux), ceux de l'église de la croix de Lahti (1978, 52 jeux) et ceux de l'Église Temppeliaukio d'Helsinki (1975, 43 jeux).